# Polinices aurantius
Polinices aurantius (denominada, em inglês, golden moon snail, orange moon snail, Fleming's moon snail ou yellow sand snail) é uma espécie predadora de molusco gastrópode marinho do oeste do oceano Pacífico, pertencente à família Naticidae da ordem Littorinimorpha. Foi classificada com o nome Albula aurantium por Peter Friedrich Röding, em 1798, na obra Museum Boltenianum sive Catalogus cimeliorum e tribus regnis naturae quae olim collegerat Joa. Fried. Bolten M. D. p. d. Pars secunda continens Conchylia sive Testacea univalvia, bivalvia et multivalvia.

## Descrição da concha e hábitos
Concha de coloração alaranjada a amarelada, em sua superfície polida e ovalada, dotada de espiral baixa de até três voltas; com até 5.8 centímetros de comprimento, quando desenvolvida. Por baixo é visível um umbílico, próximo à sua columela branca e seu lábio externo, que é fino; com abertura, próxima, também branca. Opérculo córneo, fechando totalmente a abertura semicircular da sua concha.

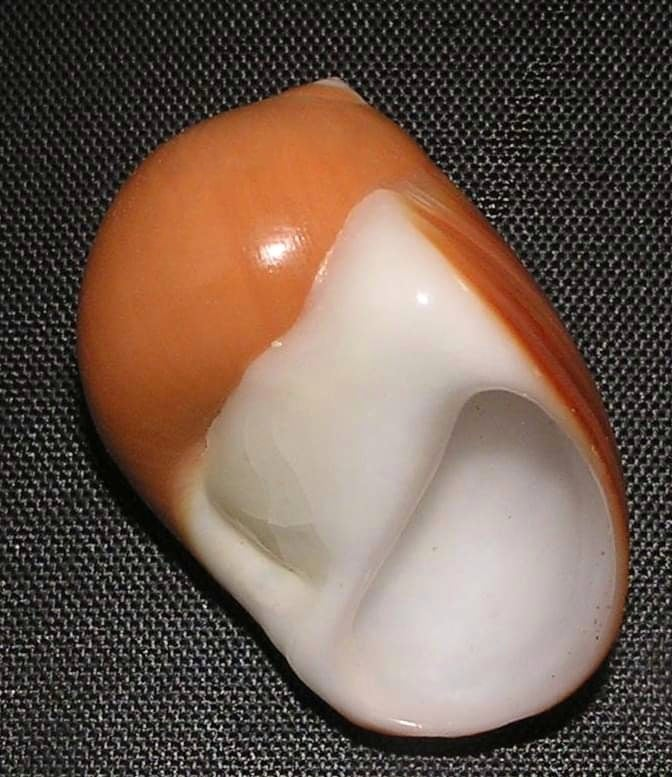
Vista inferior da concha de P. aurantius (Röding, 1798)[1]; espécime coletado no arquipélago de Sulu, Filipinas.

A espécie vive em substrato de areias claras até uma profundidade de 20 metros.

## Distribuição geográfica
Polinices aurantius ocorre no oceano Pacífico, entre as Filipinas e a Indonésia, no Sudeste Asiático, até Queensland, na costa nordeste da Austrália, e Melanésia.

## Etimologia
Enquanto a sua etimologia de gênero, Polinices, é um personagem da mitologia grega, o seu epíteto específico latino, aurantius, descreve algo com a cor laranja ou fulva.